# Шейдлин, Эллен Викторовна
Э́ллен Ви́кторовна Ше́йдлин (имя при рождении — Еле́на Ви́кторовна Ля́лина; род. 30 июня 1994, Саратов), также известная как Еле́на Ше́йдлина, — российский фотоблогер и художница.

## Биография
Родилась 30 июня 1994 года в Саратове. Окончив 9 классов средней школы, в 2010 году поступила в Саратовский государственный колледж книжного бизнеса и информационных технологий. После его окончания, в 2013 году переехала в Санкт-Петербург, где начала свою творческую карьеру в жанре арт-фотографии. В 2016 году окончила факультет рекламы и связей с общественностью университета Синергия в Москве.
Эллен создаёт цифровые фотографии и видеоролики, работает в жанрах скульптуры и живописи. С 2021 года активно использует технологии NFT. Критики часто сравнивают её работы с творчеством Синди Шерман, Марины Абрамович и Энди Уорхола.
Сама художница называет разработанный ей метод сюрвиртуализмом, подразумевая смешение в произведениях цифровой и физической составляющей. Чаще всего для создания работ она использует собственный образ.
В июле 2017 года в Санкт-Петербурге состоялась её первая персональная выставка — «Вселенная Шейдлина». В дальнейшем выставки Эллен проходили во многих странах мира.
В феврале 2018 года была (вместе с Катей Адушкиной, Германом Черных, Room Factory и Сашей Айс) номинирована на премию Nickelodeon Kids’ Choice Award в категории «Любимая интернет-звезда российских зрителей», но на мартовской церемонии приз ушёл Герману Черных.
В апреле того же года стала обладательницей премии Glamour Influencers Award в номинации #glam_artпроект.
В 2021—2022 годах проходила обучение в Академии изящных искусств во Флоренции.

## Тематика фотоблога в «Инстаграме»
С начала творческой карьеры Эллен использует социальные сети как основную площадку для демонстрации своих работ. С 2012 года ведёт основной блог @sheidlina в Instagram. В 2017 году создала профиль @sheidlinart, посвящённый собственным арт-работам, выполненным в технике живописи.
Создает необычные и смелые образы, экспериментируя с одеждой и цветом волос. С подросткового возраста увлекалась фотографией и программами редактирования. Основоположник собственного стиля, многие бренды одежды сотрудничают с девушкой. Средний ежемесячный доход 3-5 тысячи долларов.«Юные миллионеры: Сколько зарабатывают блогеры в Инстаграм?»
Необычные женственные коллажи, сюрреалистичные образы, конфеты и цветы, ...«#glam_artпроект 2018» — Glamour.ru, 2018
23-летняя модель и художница создает образы в духе Алисы Кэрролла, провалившейся в будущее. Каждое фото — результат неуемной фантазии и долгой работы. Талант Лены исчисляется 4 млн подписчиков и сотнями посетителей персональной выставки в Петербурге.«Glamour Influencers Awards 2018: победители в номинации #glam_artпроект» — Glamour.ru, 2018

## Персональные выставки
- 2017 — Вселенная Шейдлина. Артмуза, Санкт-Петербург[15]
- 2020 — Transformations. Vanilla Gallery, Токио[16][17]
- 2021 — Spinning in Mirrors. Palazzo Imperatore, Палермо[18][19]
- 2021 — Comprehended by Fantasy. TSH Gallery, Флоренция[20]
- 2022 — Materialization of Sensual ideas. Art in space gallery, Дубай[21]

## Личная жизнь
1 июня 2018 года сообщила, что вышла замуж за Евгения Шейдлина.
30 марта 2020 года в своем Твиттер-аккаунте сообщила о смене имени.
В 2025 году стало известно, что в сентябре 2024 года развелась с мужем после 15 лет отношений.

## Премии и номинации
| Год  | Премия                                | Номинация                                   | Результат | Ист.                 |
| ---- | ------------------------------------- | ------------------------------------------- | --------- | -------------------- |
| 2016 | INSTA Awards (Россия)                 | INSTA of the world                          | Победа    | [ 25 ] [ 26 ] [ 27 ] |
| 2016 | Pudra Blogger Awards                  | Инстаграм-блогер года                       | Победа    | [ 28 ]               |
| 2017 | Neforum Awards                        | Блог о моде                                 | Победа    | [ 29 ]               |
| 2017 | Neforum Awards                        | Творческий проект                           | Победа    | [ 29 ]               |
| 2018 | Nickelodeon Kids’ Choice Awards       | Любимая интернет-звезда российских зрителей | Номинация | [ 11 ]               |
| 2018 | Glamour Influencers Awards            | #glam_artпроект                             | Победа    | [ 12 ]               |
| 2020 | Shorty Awards                         | Instagrammer                                | Номинация | [ 30 ]               |
| 2022 | World Influencers and Bloggers Awards | The NFT Influencer                          | Победа    | [ 31 ]               |